# Landes du Tertre Bizet et Fosse Arthour
Landes du Tertre Bizet et Fosse Arthour este o arie protejată (sit de importanță comunitară — SCI) din Franța întinsă pe o suprafață de 222 ha, integral pe uscat.

## Localizare
Centrul sitului Landes du Tertre Bizet et Fosse Arthour este situat la coordonatele 48°39′13″N 0°44′25″W / 48.65361°N 0.74028°V.

## Înființare
Situl Landes du Tertre Bizet et Fosse Arthour a fost declarat arie specială de conservare în baza directivei 92/43 din 1992 referitoare la conservarea habitatelor naturale și a faunei și florei sălbatice pentru a proteja 1 specie de animale.

## Biodiversitate
Situată în ecoregiunea atlantică, aria protejată conține 12 habitate naturale: Pajiști umede nord-atlantice cu Erica tetralix, Pajiști cu Molinia pe soluri calcaroase, turboase sau argilos-nămoloase (Molinion caeruleae), Ape oligotrofe din câmpii nisipoase, cu un conținut foarte redus de minerale (Littorelletalia uniflorae), Formațiuni ierboase bogate în specii de Nardus, dezvoltate pe substraturi silicioase în zone montane (și în zone submontane, în Europa continentală), Turbării active, Fânețe de joasă altitudine (Alopecurus pratensis, Sanguisorba officinalis), Păduri de fag acidofile atlantice, cu subarboret de Ilex și, uneori, de asemenea, Taxus, la nivelul arbuștilor (Quercion robori-petraeae sau Ilici-Fagenion), Pajiști umede atlantice temperate cu Erica ciliaris și Erica tetralix, Pajiști uscate europene, Păduri aluvionare cu Alnus glutinosa și Fraxinus excelsior (Alno-Padion, Alnion incanae, Salicion albae), Grohotișuri silicioase medio-europene, la altitudine înaltă, Mlaștini împădurite.
La baza desemnării sitului se află o specie protejată de  nevertebrate: Coenagrion mercuriale.
Pe lângă speciile protejate, pe teritoriul sitului au mai fost identificate 13 specii de plante, 3 specii de păsări.